# 545
Cette page concerne l'année 545  du calendrier julien. Pour l'année 545 av. J.-C., voir 545 av. J.-C. Pour le nombre 545, voir 545 (nombre).
L'année 545 est une année commune qui commence un dimanche.

## Événements
- Mai 545 à mai 546, guerre des Goths : Totila prend Fermo, Ascoli, Spolète et Assise. Les Goths contrôlent la Via Flaminia, coupant les communications des Byzantins entre Ravenne et Rome. Ils assiègent Placentia qui, réduite à la famine, se rend en mai 546[1]. Bélisaire quitte Ravenne et se rend à Dyrrachium pour y recevoir des renforts[2].
- Octobre : début du siège de Rome par Totila[2].
- 22 novembre, Rome : le pape Vigile est embarqué de force pour Constantinople, où il n’arrive que le 25 janvier 547 après un long séjour en Sicile, pour qu'il condamne les Trois Chapitres[3].

- Trêve entre les Perses et les Byzantins en Syrie et en Mésopotamie. Dans le Caucase, la guerre lazique continue jusqu'en 557[4].
- Les Sklavènes (slaves) ravagent la Thrace et menacent Constantinople (545-546)[5].
- Le synode de Brefi condamne le Pélagianisme. David est élu primat de l'Église romaine du pays de Galles[6].
- Les Turcs Tujue, vassaux des Ruanruan, établissent des relations diplomatiques avec les Wei occidentaux et obtiennent l’autorisation d’acheter de la soie chinoise[7].

## Naissances en 545
- Cynan Garwyn, roi de Powys.

## Décès en 545
- Éphrem, patriarche d'Antioche.
- Kristapor, catholicos de l'Église apostolique arménienne.
- Médard, évêque de Noyon.